# Rolf Defrank
Rolf Defrank (* 24. Dezember 1926 in Leipzig; † 14. Juli 2012) war ein deutscher Schauspieler und Autor.

## Leben
Defrank begann seine künstlerische Laufbahn als Schauspieler am Städtischen Theater Mainz, wo er bis 1953 engagiert war. Weitere Bühnenstationen waren Frankfurt am Main, Wiesbaden und die Volksbühne am Luxemburgplatz in Berlin. Er spielte den Paris in Georg Büchners Dantons Tod, den Curio in William Shakespeares Was ihr wollt und den Franz von Sickingen in Goethes Götz von Berlichingen.
Außerdem wirkte er auch als Film- und Fernsehschauspieler sowohl in west- als auch ostdeutschen Produktionen. Für die DEFA spielte er unter der Regie von Wolfgang Schleif in Grube Morgenrot und unter der Regie von Martin Hellberg in Wo du hingehst … sowie Die Millionen der Yvette.
Neben der Schauspielerei führte Defrank auch Regie, worauf er schließlich auch vorübergehend seinen künstlerischen Schwerpunkt verlagerte. Defrank inszenierte nicht nur für das Theater, sondern auch Fernsehproduktionen. Bis 1972 war er zudem Leiter der Fernsehspielabteilung des Sender Freies Berlin. Danach arbeitete er als freier Schriftsteller und schrieb zahlreiche Theaterstücke wie den Einakter Echo, Hörspiele und Drehbücher für Dokumentationen wie Erscheinungsform Mensch: Adolf Eichmann, Fernsehspiele und Fernsehserien wie die 1978 ausgestrahlte ARD-Serie Karschunke & Sohn mit Carl-Heinz Schroth und Walter Giller und das von Erik Ode mit Sonja Ziemann und Charles Regnier inszenierte Fernsehspiel Nach all den Jahren. Als zuständiger Redakteur betreute er unter anderem die Produktion von Das falsche Gewicht mit Helmut Qualtinger sowie Rainer Werner Fassbinders Drama Wildwechsel.
Darüber hinaus lieh er als Synchronsprecher seine Stimme unter anderem Robert J. Wilke in Spartacus

## Filmografie (Auswahl)

### Darsteller
- 1948: Grube Morgenrot
- 1956: Die Millionen der Yvette
- 1957: Wo du hingehst …
- 1959: Der Mann, der Donnerstag war
- 1959: Das Feuerzeug
- 1960: Der Prozeß der Mary Dugan
- 1974: Tod eines Mannequins
- 1976: Dorothea Merz
- 1977: Haben Sie nichts zu verzollen?
- 1977: Walter Hasenclever
- 1979: Feuerzeichen
- 1980: Ein Mann von gestern
- 1981: Der König und sein Narr
- 1984: Liebe läßt alle Blumen blühen
- 1984: Schwarz Rot Gold: Um Knopf und Kragen
- 1986: Der Antrag

### Drehbuchautor
- 1965: Schuldig
- 1965: Zeitsperre
- 1965: Fluchtversuch (Fernsehfilm)
- 1967: Nach all den Jahren (Fernsehserie Liebesgeschichten)
- 1971: Napoleon und Joghurt
- 1977: Walter Hasenclever
- 1986: Der Antrag
- 1978: Erscheinungsform Mensch: Adolf Eichmann (auch Regie)

### In anderer Funktion
- 1969: Weh’ dem, der erbt (Redaktion)
- 1969: Spuk im Morgengrauen (Produzent)
- 1970: Das falsche Gewicht (Redaktion)
- 1972: Tatort: Rattennest (Produzent)
- 1973: Wildwechsel (Redaktion, Produzent)

## Theater
- 1955: Johann Wolfgang von Goethe: Götz von Berlichingen (Diener Weisslingens) – Regie: Fritz Wisten (Volksbühne Berlin)
- 1955: Carlo Goldoni: Der Diener zweier Herren (Florindo) – Regie: Otto Tausig (Volksbühne Berlin)
- 1956: Ulrich Becher: Feuerwasser (Landstreicher) – Regie: Fritz Wisten (Volksbühne Berlin)

## Hörspiele (Auswahl)
- 1958: Peter Erka: Autos machen Leute (Student) – Regie: Werner Wieland (Rundfunk der DDR)
- 1978: Aus ungeklärter Ursache (WDR)
- 1979: Solide Verhältnisse (WDR)
- 1980: Mein Fall liegt anders (WDR)
- 1980: Römischer Urlaub (WDR)
- 1981: Erstmal abwarten (WDR)
- 1982: Die schlafende Gitarre (WDR)
- 1984: Aussteigen (SR)
- 1984: Ihr Name steht im Protokoll (WDR)
- 1987: Der Antrag (WDR)